# 猿ヶ山
猿ヶ山（さるがやま）は、富山県南砺市にある山。標高は1448m。小矢部川の源流の一つ。金沢市街と砺波平野の双方からこの山が見える。
富山県登山連盟による富山の百山の一つ。

## 概要
砺波平野と金沢市街地のどちらからも見える大きな山容で、山頂には二等三角点がある。
1986年の伐開では、山頂東南部に横たわる幅8m、長さ50m、水深20cmの沼が発見された。

## 登山
登山道は小瀬集落からのコースと、ブナオ峠からの袴腰山への縦走路の登山道がある。